# Platycryptus
Platycryptus Hill, 1979 è un genere di ragni appartenente alla famiglia Salticidae.

## Distribuzione
Le quattro specie oggi note di questo genere sono diffuse nelle Americhe.

## Tassonomia
Il nome del genere era precedentemente assegnato a Platycryptus Kriechbaumer, 1893 genere di imenotteri oggi sinonimo di Ethelurgus.
A dicembre 2010, si compone di quattro specie:
- Platycryptus arizonensis (Barnes, 1958) — USA
- Platycryptus californicus (Peckham & Peckham, 1888) — America settentrionale e centrale
- Platycryptus magnus (Peckham & Peckham, 1894) — dal Messico al Brasile
- Platycryptus undatus (De Geer, 1778)[3] — America settentrionale